# Microdon xanthopilis
Microdon xanthopilis är en tvåvingeart som beskrevs av Towsend 1895. Microdon xanthopilis ingår i släktet myrblomflugor, och familjen blomflugor. Inga underarter finns listade i Catalogue of Life.